# 尾頭橋通
尾頭橋通（おとうばしとおり）は、愛知県名古屋市中川区の地名。丁番を持たない単独町名である。住居表示未実施。独自の郵便番号が与えられておらず、下4桁は郵便番号簿における「以下に掲載がない場合」に該当する0000となっている。

## 地理
名古屋市中川区の東部に位置し、南と南西に八熊、北と北西に尾頭橋、堀川を挟んで東に熱田区新尾頭と接する。

## 歴史

### 町名の由来
尾頭橋#町名の由来を参照のこと。

### 沿革
- 1942年（昭和17年）
  - 1月15日 - 中川区西古渡町の一部により、同区尾頭橋通および畑代町[注釈 1]がそれぞれ成立する[1]。
  - 8月20日 - 中川区畑代町[注釈 1]の全域および八千代通の一部が尾頭橋通に編入され、畑代町は消滅する[1]。
- 1960年（昭和35年）3月5日 - 中川区八幡町・西古渡町の各一部を編入する[1]。
- 1966年（昭和41年）6月30日 - 尾頭市場が全焼[2]。
- 1981年（昭和56年）9月6日 - 一部が中川区八熊一丁目および尾頭橋一丁目・尾頭橋二丁目・尾頭橋三丁目にそれぞれ編入される[3]。

## 世帯数と人口
2019年（平成31年）4月1日現在の世帯数と人口は以下の通りである。
| 町丁     | 世帯数 | 人口 |
| -------- | ------ | ---- |
| 尾頭橋通 | 29世帯 | 33人 |

### 人口の変遷
国勢調査による人口の推移
| 1995年（平成7年）  | 48人 | [ WEB 6 ]  |  |
| 2000年（平成12年） | 46人 | [ WEB 7 ]  |  |
| 2005年（平成17年） | 45人 | [ WEB 8 ]  |  |
| 2010年（平成22年） | 46人 | [ WEB 9 ]  |  |
| 2015年（平成27年） | 51人 | [ WEB 10 ] |  |

## 学区
市立小・中学校に通う場合、学校等は以下の通りとなる。また、公立高等学校に通う場合の学区は以下の通りとなる。
| 番・番地等 | 小学校               | 中学校               | 高等学校 |
| ---------- | -------------------- | -------------------- | -------- |
| 全域       | 名古屋市立八熊小学校 | 名古屋市立山王中学校 | 尾張学区 |

## 施設
- オオサワハイツ
- 山二製材所